# Marschau (Ebersbach)
Marschau ist ein Ortsteil der Gemeinde Ebersbach im Landkreis Meißen in Sachsen.

## Geschichte
Die erste Erwähnung der Flur Marsche stammt aus dem Jahre 1594. Marschau war zu dieser Zeit noch nicht bebaut, sondern war eine Flur von Wiesen, Teichen und Holz und gehörte zum Rittergut Lauterbach.
Im Jahr 1862 wurde Marschau, das bis dahin verwaltungstechnisch zu Beiersdorf gehört hatte, eine eigenständige Landgemeinde. Diese wurde am 1. April 1937 nach Lauterbach eingemeindet. Seit der Auflösung der Gemeinde Lauterbach am 1. Juli 1948 gehörte Marschau wieder zu Beiersdorf, mit dem es am 1. Januar 1999 nach Ebersbach eingemeindet wurde.